# سیارک ۲۰۳۰
سیارک ۲۰۳۰ (به انگلیسی: 2030 Belyaev، نامگذاری:1969TA2) دو هزار و سیمین سیارک کشف شده‌است که در ۸ اکتبر ۱۹۶۹ کشف شد.
قدر مطلق سیارک برابر ۱۳٫۵۰ است.